# Брюн, Эйстейн
Эйстейн Брюн (норв. Øystein Brun; род. 14 апреля 1975 года) — норвежский музыкант, лидер, бессменный гитарист и автор песен группы Borknagar. Играл в Molested, является участником проекта Cronian.

## Биография
Выпустив два полноформатных альбома с дэт-метал группой Molested, Брюн устал играть брутальный дэт-метал и решил создать более мелодичную метал-группу, вдохновленную растущей блэк-метал сценой. Он написал несколько песен, которые в конечном итоге стали первыми песнями Borknagar.

### Borknagar
Брюн собрал состав музыкантов, которые были хорошо известны на блэк-металлической сцене: Инфернус (Gorgoroth), Эрик Брёдрешифт (Immortal, Gorgoroth), Ивар Бьёрнсон (Enslaved), Кристофер Рюгг (Ulver, Arcturus). Статус этих музыкантов побудил Malicious Records заключить с группой контракт, даже не прослушав их. После выхода их дебютного альбома группа подписала контракт с Century Media, на котором они остались до 2006 года. В 2007 году у них был контракт на три альбома с Indie Recordings, который был расторгнут в 2011 году. Вскоре после этого группа вернулась в Century Media. С годами состав изменился, но на звучание в основном влияет Брюн, поэтому стиль музыки остается неизменным, несмотря на постоянно меняющийся состав. По словам Эйстейна Брюна, Borknagar безусловно не является блэк-металлической группой, так как не имеет отношения к сатанизму, хотя определённое влияние блэка в музыке группы присутствует.

### Cronian
В 2004 году Брюн и Андреас Хедлунд основали Cronian, хэви-металлическую группу, которая находилась на стадии планирования еще до того, как Хедлунд присоединился к Borknagar. Их дебютный альбом Terra был спродюсирован Даном Сванё и выпущен в 2006 году на Century Media.

## Дискография

### вMolested
- Blod Draum (1995)
- Stormvold (EP) (1997)

### вBorknagar
- Borknagar (1996, Malicious Records, Century Black)
- The Olden Domain (1997, Century Black)
- The Archaic Course (1998, Century Media Records)
- Quintessence (2000, Century Media Records)
- Empiricism (2001, Century Media Records)
- Epic (2004, Century Media Records)
- Origin (2006, Century Media Records)
- Universal (2010, Indie Recordings)
- Urd (2012, Century Media)
- Winter Thrice (2016, Century Media)
- True North (2019, Century Media)

### вCronian
- Terra (2006)
- Enterprise (2008)
- Erathems (2013)